# Grün
Grün je priimek več znanih ljudi:
- Alfred Grün (1896–1959), nemški general in pravnik
- Anastasius Grün (psevdonim Antona Alexandra von Auersperga) (1806–1876), avstrijski pesnik in politik
- David Ben-Gurion, roj. Grün (1886–1973), izraelski politik
- Herbert Grün (1925–1961), slovenski dramaturg, dramatik, prevajalec in publicist
- Otto Grün (1882–1948), nemški general